# Elezioni generali in Uruguay del 2019
Le elezioni generali in Uruguay del 2019 si sono tenute il 27 ottobre (primo turno) e il 24 novembre (secondo turno) per l'elezione del Presidente e il rinnovo dell'Assemblea generale (Camera dei rappresentanti e Camera dei senatori).
Le elezioni presidenziali hanno visto la vittoria di Luis Alberto Lacalle Pou, sostenuto dal Partito Nazionale, che ha sconfitto al ballottaggio il candidato del Fronte Ampio Daniel Martínez.

## Elezioni primarie
Secondo quanto prescrive la Costituzione Uruguaiana i pre-candidati devono sottoporsi al giudizio degli elettori attraverso primarie (elecciones internas). 
- Fronte Ampio: questo partito ha una lunga tradizione di candidature singole dal 1971, con poche eccezioni. Daniel Martínez ha trionfato su Carolina Cosse, Oscar Andrade e Mario Bergara.
- Partito Nazionale: dopo una competizione combattuta, Luis Alberto Lacalle Pou ha vinto, sconfiggendo l'iniziale favorito Jorge Larrañaga e anche Juan Sartori, Enrique Antía e Carlos Iafigliola.
- Partito Colorado: ha visto la netta vittoria di Ernesto Talvi su Julio María Sanguinetti e José Amorín Batlle
- Partito Indipendente: Pablo Mieres.
- Unità Popolare: Gonzalo Abella.

## Risultati
| Liste                                     | Candidati                | I turno   | I turno | I turno | II turno  | II turno |
| Liste                                     | Candidati                | Voti      | %       | Seggi   | Voti      | %        |
| ----------------------------------------- | ------------------------ | --------- | ------- | ------- | --------- | -------- |
| Partito Nazionale                         | Luis Alberto Lacalle Pou | 696.452   | 29,70   | 30      | 1.189.313 | 50,79    |
| Fronte Ampio                              | Daniel Martinez          | 949.376   | 40,49   | 42      | 1.152.271 | 49,21    |
| Partito Colorado                          | Ernesto Talvi            | 300.177   | 12,80   | 13      |           |          |
| Cabildo Abierto                           | Guido Manini Ríos        | 268.736   | 11,46   | 11      |           |          |
| Partito Ecologista Radicale Intransigente | César Vega               | 33.461    | 1,43    | 1       |           |          |
| Partito della Gente                       | Edgardo Novick           | 26.313    | 1,12    | 1       |           |          |
| Partito Indipendente                      | Pablo Mieres             | 23.580    | 1,01    | 1       |           |          |
| Unità Popolare                            | Gonzalo Abella           | 19.728    | 0,84    | -       |           |          |
| Partito Verde Animalista                  | Gustavo Salle            | 19.392    | 0,83    | -       |           |          |
| Partito Digitale                          | Daniel Goldman           | 6.363     | 0,27    | -       |           |          |
| Partito dei Lavoratori                    | Rafael Fernández         | 1.387     | 0,06    | -       |           |          |
| Totale                                    | Totale                   | 2.344.965 |         | 99      | 2.341.584 |          |